# Ernst Iossifowitsch Neiswestny

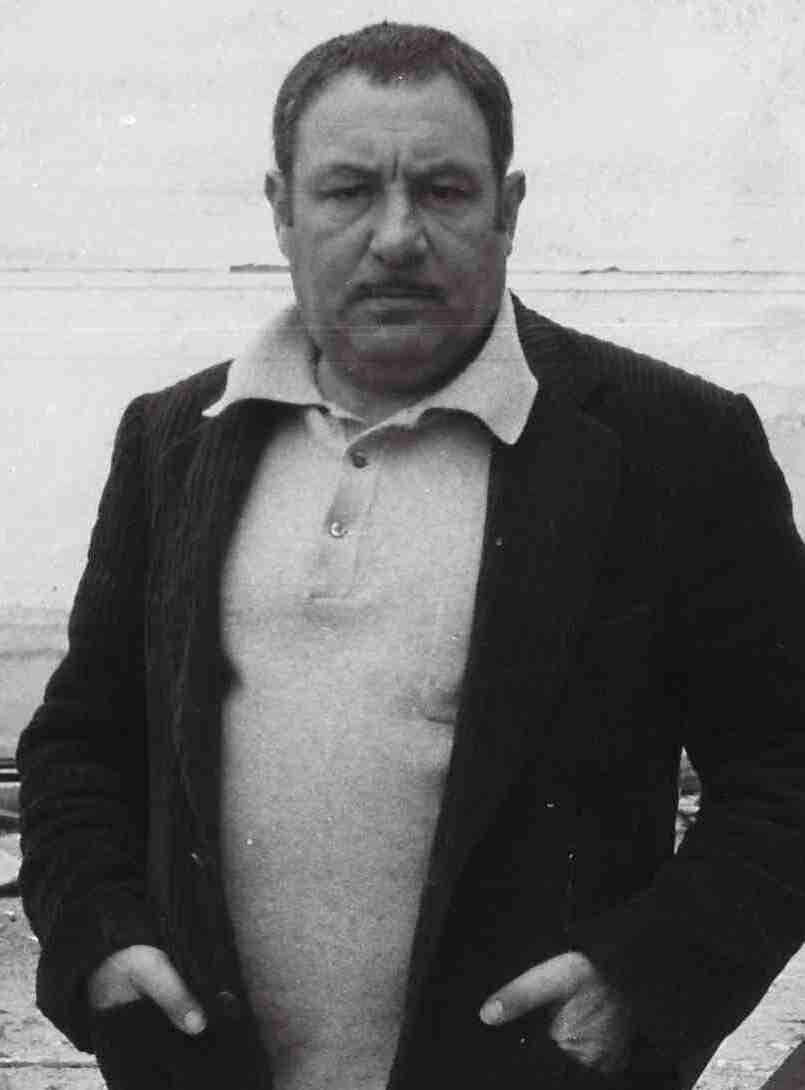
Ernst Neiswestny (1975)

Ernst Iossifowitsch Neiswestny (russisch Эрнст Иосифович Неизвестный, wiss. Transliteration Ėrnst Iosifovič Neizvestnyj; * 9. April 1925 in Swerdlowsk; † 9. August 2016 in New York) war ein sowjetischer bzw. russischer Bildhauer.

## Leben

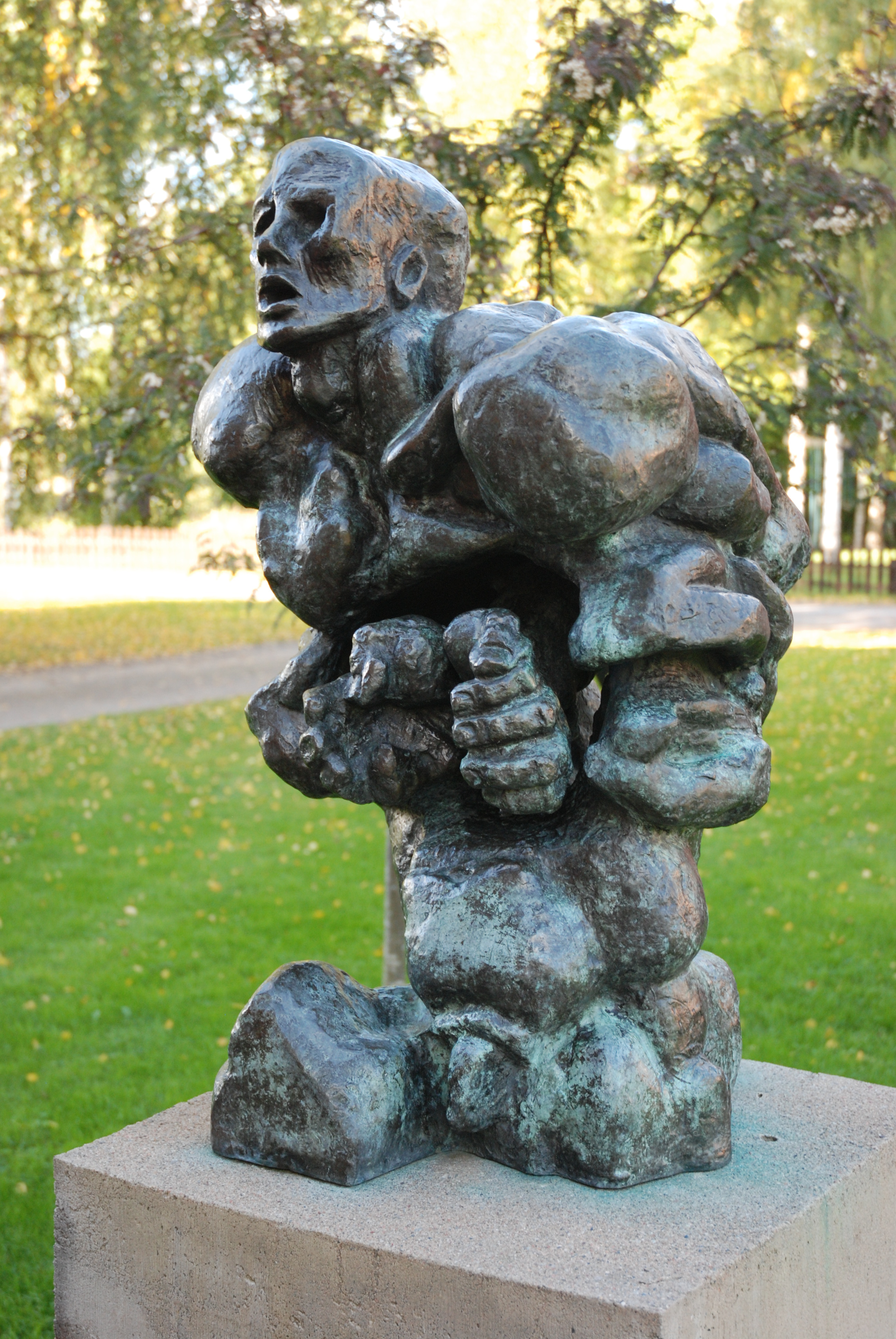
Ernst Neiswestny: Der Prophet

Ernst Neiswestny wurde 1925 in Swerdlowsk (heute Jekaterinburg) geboren. In den 1930er Jahren fielen seine Eltern den stalinschen Säuberungen zum Opfer.
Im Alter von 17 Jahren meldete er sich freiwillig zur Roten Armee. Am Ende des Zweiten Weltkriegs wurde er schwer verwundet und als tot gemeldet. Vermeintlich posthum wurde er mit dem Rotbannerorden ausgezeichnet, seiner Familie wurde die offizielle Todesmitteilung zugesandt. Neiswestny hatte jedoch wider Erwarten überlebt. 
1947 schrieb er sich an der Kunstakademie in Riga ein. Danach setzte er sein Studium am Surikow-Institut in Moskau und an der philosophischen Fakultät der Lomonossow-Universität fort.
Seine Skulpturen waren oft aus Teilen des menschlichen Körpers zusammengesetzt. Er bevorzugte es, Skulpturen aus Bronze herzustellen, aber die Monumentalskulpturen sind aus Beton gefertigt. Die bekanntesten Monumentalwerke vereinigte Neiswestny in einem Zyklus, an dem er seit 1956 arbeitete. Als bestes Werk dieses Zyklus gilt die Skulptur „Lebensbaum“.

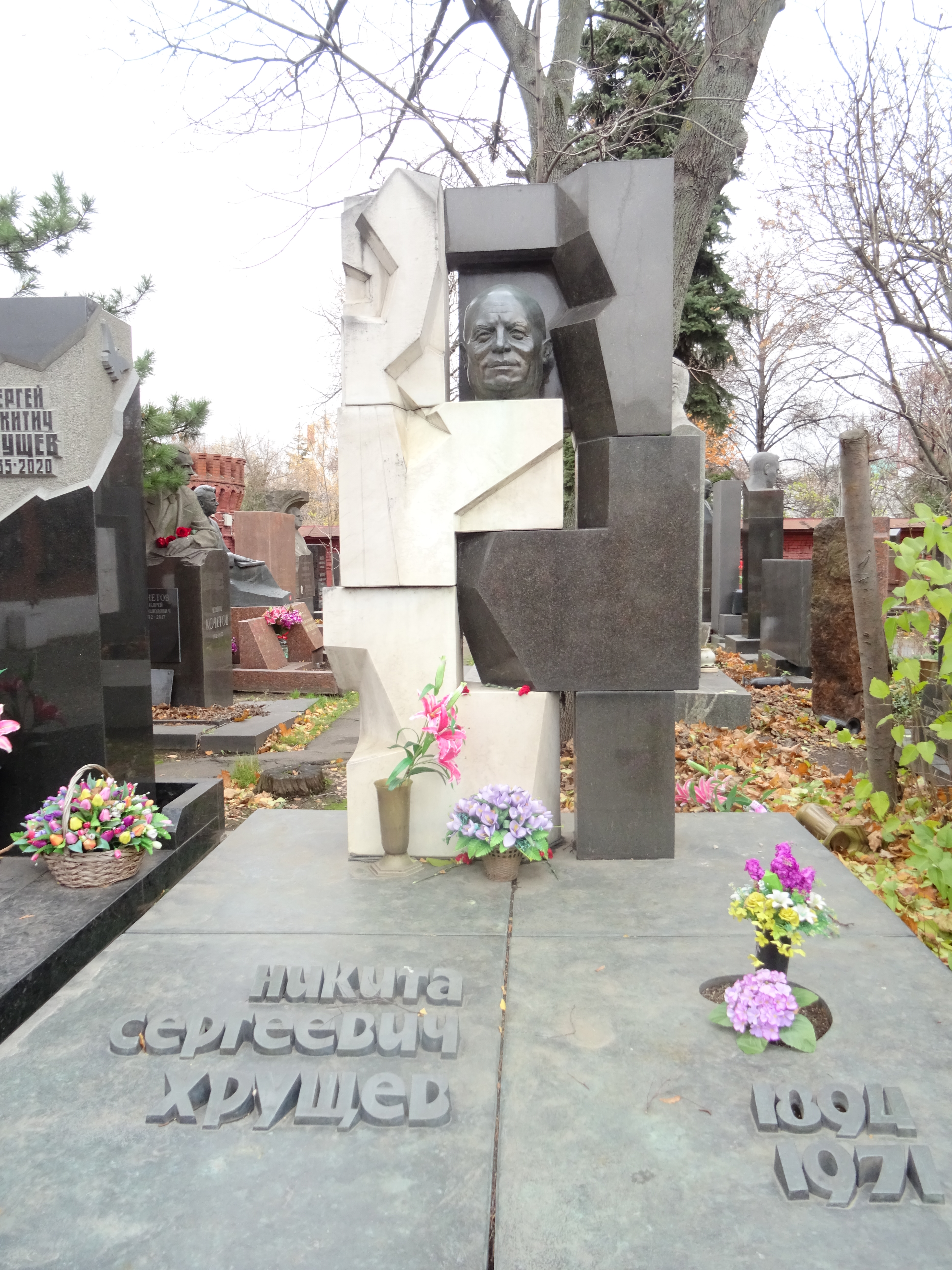
Grab Chruschtschows auf dem Nowodewitschi-Friedhof

Für seine Arbeiten wurde Neiswestny vom damaligen sowjetischen Staats- und Parteichef Nikita Chruschtschow kritisiert, der die Skulpturen 1962 auf einer Ausstellung als „degenerierte Kunst“ bezeichnete. Chruschtschow fragte: „Warum verzerrst du so die Gesichter der Sowjetmenschen?“ Später schuf Neiswestny eine Skulptur Chruschtschows, die auf dessen Grab aufgestellt wurde. Die Gestaltung des Grabes durch Neiswestny erfolgte auf ausdrücklichen Wunsch Chruschtschows.
Die bedeutendsten Werke aus sowjetischer Zeit sind „Prometheus“ im Pionierlager Artek (1966) und „Lotusblüte“ in der Nähe des Assuan-Staudammes in Ägypten (1971).
Mit Neiswestny befreundet war Wiktorija Robertowna Pelsche, die mit ihm zusammenarbeitete.
1976 emigrierte Neiswestny über die Schweiz in die USA.
In den 1980er Jahren hielt Neiswestny Vorlesungen in den Universitäten von Oregon und Berkeley. Es hatte mehrere erfolgreiche Ausstellungen in der Magna Gallery in San Francisco. 1990 schuf er als Auftragswerk der Magna Gallery den Zyklus „Man through the Wall“, der den Revolutionen von 1989 gewidmet ist.
1996 beendete Neiswestny sein 15 m hohes Monumentalwerk „Maske der Trauer“, das den Opfern der Repressionen in der Sowjetunion gewidmet ist. Die Skulptur wurde in Magadan errichtet. Im selben Jahr erhielt Neiswestny den Staatspreis der Russischen Föderation.

Ernst Neiswestny: Maske der Trauer

Im Jahr 2000 wurde er mit dem Orden der Ehre ausgezeichnet.
Bis zu seinem Tod lebte Neiswestny in New York und arbeitete an der University of Columbia.
In Uttersberg in Schweden gibt es ein Museum mit Skulpturen Neiswestnys. Einige seiner Skulpturen wurden von Papst Johannes Paul II. für die Vatikanischen Museen erworben.
Im serbischen Kurort Vrnjačka Banja stehen zwei seiner Skulpturen unter freiem Himmel im Stadtpark. Das ist weltweit einmalig.